# Canton d'Auxerre-1
Le canton d'Auxerre-1 est une circonscription électorale française située dans le département de l'Yonne et la région Bourgogne-Franche-Comté.

## Histoire
Un nouveau découpage territorial de l'Yonne entre en vigueur à l'occasion des premières élections départementales suivant le décret du 13 février 2014. Les conseillers départementaux sont, à compter de ces élections de mars 2015, élus au scrutin majoritaire binominal mixte. Les électeurs de chaque canton élisent au Conseil départemental, nouvelle appellation du Conseil général, deux membres de sexe différent, qui se présentent en binôme de candidats. Les conseillers départementaux sont élus pour 6 ans au scrutin binominal majoritaire à deux tours, l'accès au second tour nécessitant 12,5 % des inscrits au 1er tour. En outre la totalité des conseillers départementaux est renouvelée. Ce nouveau mode de scrutin nécessite un redécoupage des cantons dont le nombre est divisé par deux avec arrondi à l'unité impaire supérieure si ce nombre n'est pas entier impair, assorti de conditions de seuils minimaux. Dans l'Yonne, le nombre de cantons passe ainsi de 42 à 21.
Le canton d'Auxerre-1 est créé par ce décret. Il est formé d'une fraction d'Auxerre et de communes des anciens cantons de Toucy (1 commune) et d'Auxerre-Sud-Ouest (2 communes). Il est entièrement inclus dans l'arrondissement d'Auxerre. Le bureau centralisateur est situé à Auxerre.

## Représentation
| Période élective | Période élective | Mandat | Mandat   | Identité               | Nuance | Nuance | Qualité |
| ---------------- | ---------------- | ------ | -------- | ---------------------- | ------ | ------ | --- |
| 2015             | 2021             | 2015   | 2021     | Michel Ducroux         |        | LR     | Ancien directeur de la maison de retraite départementale Premier adjoint au maire de Saint-Georges-sur-Baulche                                              |
| 2015             | 2021             | 2015   | 2021     | Valérie Leuger-Dorange |        | LR     | Ancienne attachée parlementaire de Jean-Baptiste Lemoyne, Montigny-la-Resle                                                                                 |
| 2021             | 2028             | 2021   | en cours | Michel Ducroux         |        | LR     | Conseiller sortant |
| 2021             | 2028             | 2021   | en cours | Emmanuelle Miredin     |        | DVD    | Secrétaire générale de la CPME 89 et adjointe au maire d'Auxerre chargée de la communication, du développement numérique et de la formation professionnelle |

### Résultats détaillés

#### Élections de mars 2015
À l'issue du 1er tour des élections départementales de 2015, deux binômes sont en ballottage : Michel Ducroux et Valérie Leuger (Union de la Droite, 35,31 %) et Christine Lehmann-Courcy et Guy Paris (Union de la Gauche, 28,88 %). Le taux de participation est de 52,65 % (5 553 votants sur 10 547 inscrits) contre 51,97 % au niveau départemental et 50,17 % au niveau national.
Au second tour, Michel Ducroux et Valérie Leuger (Union de la Droite) sont élus avec 54,34 % des suffrages exprimés et un taux de participation de 51,78 % (2 707 voix pour 5 462 votants et 10 548 inscrits).

#### Élections de juin 2021
Le premier tour des élections départementales de 2021 est marqué par un très faible taux de participation (33,26 % au niveau national). Dans le canton d'Auxerre-1, ce taux de participation est de 33,12 % (3 273 votants sur 9 881 inscrits) contre 35,12 % au niveau départemental. À l'issue de ce premier tour, deux binômes sont en ballottage : Michel Ducroux et Emmanuelle Miredin (Union à droite, 31,97 %) et Christian Fasquel et Juliette Hamelin (RN, 20,94 %).
Le second tour des élections est marqué une nouvelle fois par une abstention massive équivalente au premier tour. Les taux de participation sont de 34,36 % au niveau national, 36,29 % dans le département et 34,3 % dans le canton d'Auxerre-1. Michel Ducroux et Emmanuelle Miredin (Union à droite) sont élus avec 71,25 % des suffrages exprimés (2 097 voix pour 3 391 votants et 9 885 inscrits),,.

## Composition
| Nom                             | Code Insee | Intercommunalité  | Superficie (km2) | Population (dernière pop. légale)               | Densité (hab./km2) | Modifier                                    |
| ------------------------------- | ---------- | ----------------- | ---------------- | ----------------------------------------------- | ------------------ | ------------------------------------------- |
| Auxerre (bureau centralisateur) | 89024      | CA de l'Auxerrois | 49,95            | Fraction : 8 302 (2022) Commune : 35 236 (2022) | 705                | modifier les données · modifier les données |
| Lindry                          | 89228      | CA de l'Auxerrois | 15,23            | 1 334 (2022)                                    | 88                 | modifier les données · modifier les données |
| Saint-Georges-sur-Baulche       | 89346      | CA de l'Auxerrois | 9,60             | 3 176 (2022)                                    | 331                | modifier les données · modifier les données |
| Villefargeau                    | 89453      | CA de l'Auxerrois | 13,77            | 1 101 (2022)                                    | 80                 | modifier les données · modifier les données |
| Canton d'Auxerre-1              | 8901       |                   |                  | 13 913 (2022)                                   |                    | modifier les données                        |

Le canton d'Auxerre-1 comprend :
- trois communes entières,
- la partie de la commune d'Auxerre située à l'ouest d'une ligne définie par l'axe des voies et limites suivantes : depuis la limite territoriale de la commune de Saint-Georges-sur-Baulche, boulevard de Montois, boulevard de Verdun, boulevard Gouraud, rue de Fleurus, avenue du 4e-Régiment-d'Infanterie, rue de la Tour-d'Auvergne, rue Edison, rue des Migraines, avenue du 4e-Régiment-d'Infanterie, avenue de Champleroy, rue Restif-de-La-Bretonne, avenue Charles-de-Gaulle, boulevard Vauban, boulevard du 11-Novembre, rue du 24-Août, avenue de Lattre-de-Tassigny, rue des Mésanges, rue Django-Reinhardt, chemin des Brichères, sentier des Bequillys, chemin de Bequillys, sentier des Bequillys, avenue de Saint-Georges, jusqu'à la limite territoriale de la commune de Saint-Georges-sur-Baulche.

## Démographie
En 2022, le canton comptait 13 913 habitants, en évolution de −1,45 % par rapport à 2016 (Yonne : −1,95 %, France hors Mayotte : +2,11 %).
| 2013   | 2018   | 2022   |
| ------ | ------ | ------ |
| 14 501 | 13 834 | 13 913 |